# Eutima orientalis
Eutima orientalis är en nässeldjursart som först beskrevs av Browne 1905.  Eutima orientalis ingår i släktet Eutima och familjen Eirenidae. Inga underarter finns listade i Catalogue of Life.